# 西宮肥料米穀
西宮肥料米穀株式会社（にしのみやひりょうべいこく）は、かつて兵庫県武庫郡西宮町（現・西宮市）に存在した企業。

## 概要
1897年（明治30年）1月設立、あるいは2月創業。本社を字稲川（浜ノ町）に置く。目的は、1916年に出版の『西宮現勢史』によると「専ら米穀の精白売買を営むこと」、『日本全国諸会社役員録 明治35年』によると「肥料米穀販売及び金銭貸付業」である。資本金は10万円で、払込金8万5000円である。支店は台南庁鳳山駅前。

## 役員

### 『日本全国諸会社役員録 明治32年』
- 専務取締役・石本清介[6]
- 取締役・辻儀三郎、木田治三郎、嘉治善兵衛、小島嘉平治[6]
- 監査役・江見勇次郎、石本力蔵、古塚富三郎[6]

### 『日本全国諸会社役員録 明治35年』
- 専務取締役・石本清介[4]
- 取締役・辻儀三郎、木田治三郎[4]
- 監査役・石本力蔵[4]

### 『日本全国諸会社役員録 明治42年』
- 専務取締役・石本清介[7]
- 取締役・辻儀三郎、木田治三郎、吉田安蔵[7]
- 監査役・石本力蔵、石本傳吉[7]

### 『日本全国諸会社役員録 明治43年』
- 取締役・八馬永蔵、石本清介、辻儀三郎、吉田安蔵[8]
- 監査役・森本甚兵衛、阪口吉蔵、木田治三郎[8]

### 『日本全国諸会社役員録 第21回』
- 取締役・八馬永蔵、石本清介、辻儀三郎、吉田安蔵[2]
- 監査役・阪口吉蔵、木田治三郎[2]

### 『西宮現勢史』
- 社長取締役・八馬永蔵[3]（初代八馬兼介の養子）[9]
- 取締役・駒井亀次郎、阪口吉蔵、吉田久左衛門[3]
- 監査役・藤原寅之助、田口辨七[3]

### 『日本全国諸会社役員録 第24回』
- 取締役・八馬永蔵、駒井亀治郎、阪口吉蔵[5]
- 監査役・藤原寅之助、田口辨七[5]